# پیرسون (فلوریدا)
پیرسون (به انگلیسی: Pierson) شهری در شهرستان ولوسیا ایالت فلوریدا است که در سال ۱۹۲۹ بنیان‌گذاری شده‌است. این شهر طبق سرشماری سال ۲۰۱۰ میلادی، ۲٬۶۷۶ نفر جمعیت داشته و مساحت آن نیز ۲۲٫۷ کیلومتر مربع است.